# Merkendorf (Mittelfranken)
Merkendorf este o comună din landul Bavaria, Germania.